# Matei
Matei (en hongrois : Szentmáté) est une commune du județ de Bistrița-Năsăud en Transylvanie (Roumanie).